# De tyska undantagslagarna
Notstandsgesetze är de tyska undantagslagar, egentligen tillägg i grundlagen, som röstades igenom 30 maj 1968 i den västtyska förbundsdagen. Lagarna innebar att den tyska grundlagen, Grundgesetz, ändrades för 17:e gången och att man tillförde en undantagsförfattning som skulle säkra statens handlingskraft i krissituationer (naturkatastrofer, revolution, krig). Lagarna möttes av hårt motstånd från studentorganisationen Außerparlamentarische Opposition.

## Bakgrund
Undantagslagar var från början ett krav från västmakterna för att ge Västtyskland full suveränitet. De ville därmed kunna skydda de trupper som man hade stationerade i landet. Västtysklands grundlag, Grundgesetz, hade vid tillblivelsen 1949 inte några undantagslagar för att hantera krissituationer, då man hade haft dåliga erfarenheter av artikel 48 i den författning som gällt i Weimarrepubliken. 1958 kom Västtysklands inrikesministerium med de första planerna på undantagslagar och nya följde 1960 och 1963. Dessa föll på att man inte fick en tillräcklig majoritet för att i krissituationer ge den exekutiva makten ytterligare befogenheter. 
År 1968 regerade en storkoalition mellan CDU/CSU och SPD, vilket gav större möjlighet att nå den kvalificerade majoritet (2/3) som krävdes för att driva igenom grundlagstillägget. Förslaget mötte dock hårt motstånd från flera håll, inte minst studentrörelsen med Außerparlamentarische Opposition i spetsen. FDP, det enda kvarvarande partiet i opposition var också emot förslaget liksom facken och gruppen Notstand der Demokratie. Stora demonstrationer ägde rum i huvudstaden Bonn. 
Vid omröstningen 30 maj 1968 röstade FDP mot förslaget, men även 54 parlamentsledamöter ur den stora koalitionen röstade mot förslaget, som dock gick igenom.